# Ewa Demarczyk
Ewa Maria Demarczyk (n. 16 ianuarie 1941, Cracovia, Guvernământul General – d. 14 august 2020, Cracovia, Polonia) a fost o cântăreață poloneză, asociată de obicei cu genul de poezie cântată și cabaretul Piwnica pod Baranami⁠(d).
Demarczyk a fost recunoscută ca unul dintre cei mai talentați și carismatici cântăreți din istoria muzicii poloneze. Ea a fost lăudată pentru interpretările sale unice, expresia și personalitatea scenică neobișnuită. În anii 1960, ea a fost comparată cu Édith Piaf. În Polonia, ea a fost adesea numită „Îngerul Întunecat”.

## Biografie
Și-a început cariera în 1961, când s-a alăturat cabaretului studențesc Cyrulik al Colegiului Medical al Universității Jagielloniene. După un an, a părăsit cabaretul Cyrulik pentru a se alătura cabaretului Piwnica pod Baranami, unde l-a cunoscut pe Zygmunt Konieczny⁠(d), cu care a lucrat în următorii patru ani.
Primul ei mare succes a fost o reprezentație la Festivalul Național de Cântece Poloneze din Opole din 1963, unde a primit un premiu pentru piesele „Karuzela z madonnami” (Carusel cu madone), „Taki pejzaż” (Un astfel de peisaj) și „Czarne anioły” (Îngerii negri). Mai târziu în același an, ea a cântat la Festivalul Internațional de Cântece de la Sopot și a fost desemnată cea mai bună artistă a anului 1963 de către jurnaliștii polonezi. În 1964 a ocupat locul doi la Festivalul de la Sopot pentru „Grande Valse Brillante”. Ea a continuat să cânte la Olympia din Paris, la invitația lui Bruno Coquatrix⁠(d), precum și la o ceremonie prin care s-a sărbătorit cea de-a 20-a aniversare a Națiunilor Unite.
În 1966, Demarczyk a absolvit Academia de Arte Dramatice Ludwik Solski (cu toate acestea, ea nu a fost niciodată distribuită într-un rol în film). În același an, a făcut echipă cu un alt compozitor, Andrzej Zarycki. În 1967, a fost lansat primul ei album, Ewa Demarczyk śpiewa piosenki Zygmunta Koniecznego (Ewa Demarczyk cântă melodiile lui Zygmunt Konieczny), care s-a dovedit a fi un succes major și a fost ulterior certificat platină datorită vânzărilor de peste 100.000 de exemplare.
La începutul anilor 1960 și 1970, ea a călătorit în întreaga lume în țări precum Italia, Franța, Germania, Cuba, Brazilia, Mexic, Statele Unite, Australia, Regatul Unit și Finlanda. A cântat în numeroase săli de concerte, inclusiv Carnegie Hall din New York și Chicago Theatre.
Demarczyk a părăsit cabaretul Piwnica pod Baranami în 1972. Doi ani mai târziu a fost lansat următorul ei album, incluzând câteva melodii poloneze noi și patru versiuni în limba rusă ale hit-urilor ei anterioare. Albumul a fost lansat în Rusia de casa de discuri de stat Melodiya⁠(d) și s-a vândut în câteva milioane de exemplare. Mai târziu, în anii 1970, ea a primit un premiu onorific la Festivalul Opole și Ordinul Polonia Restituta.
Albumul ei live din 1982, intitulat simplu Live, s-a dovedit a fi un mare succes, obținând certificarea aur în Polonia. La mijlocul anilor 1980, Demarczyk și-a fondat propriul teatru în Cracovia. Acesta a fost în scurt timp închis, cu toate că a generat interes. În anii 1990, albumele ei au fost relansate pe CD, iar Demarczyk a primit o serie de premii de recunoaștere a contribuției sale la cultura poloneză. Ea a continuat să cânte live până la sfârșitul anilor 1990.
Ultimul ei concert a fost susținut la 8 noiembrie 1999 la Marele Teatru din Poznań (Teatr Wielki im. Stanisława Moniuszki w Poznaniu) și apoi s-a retras complet din viața publică. În 2001 a fost creată o fundație, Teatr Ewy Demarczyk. Ea a murit la 14 august 2020, la vârsta de 79 de ani.

## Stil
Repertoriul lui Demarczyk a fost format din interpretări solicitante, greu accesibile, ale poeziei. Întrucât cântecele ei se bazează adesea pe lucrări ale poeților „clasici” – atât polonezi ca Julian Tuwim și Krzysztof Kamil Baczyński⁠(d), cât și internaționali precum Goethe, Mandelstam, Rainer Maria Rilke, precum și scriitori de avangardă precum Miron Białoszewski – genul în care a interpretat Demarczyk este asociat cu ceea se numește poezie cântată.
În interpretările sale, ea a unit atât expresia teatrală dramatică, cât și arta vocală (a absolvit atât o școală de teatru, cât și un conservator, unde a studiat pianul). Cântecele interpretate de ea au fost în esență drame muzicale scurte și intense.

## Premii și onoruri
- 1962: Premiul al II-lea la Festivalul Național al Cântecului Studenților pentru piesa Karuzela z madonnami
- 1963: Premiul I la Festivalul Național al Cântecului Polonez de la Opole pentru melodia Czarne anioły ("Îngerii Negri")
- 1963: Premiu special la Festivalul Internațional de Cântec de la Sopot pentru cântecul Czarne anioły
- 1964: Premiul al II-lea la Festivalul Internațional de Cântec de la Sopot pentru piesa Grande Valse Brillante
- 1967: Premiu la Festivalul Mondial de Teatru din Arezzo, Italia
- 1969: Premiul I la Festivalul Mondial de Teatru din Nancy, Franța
- 1971: Crucea de Merit de aur
- 1977: Ofițer al Ordinului Național al Legiunii de Onoare, (Franța)
- 1978: Premiul Ministerului Afacerilor Externe al Poloniei pentru „contribuții remarcabile la promovarea culturii poloneze în străinătate”
- 1978: Premiul orașului Cracovia
- 1979: Premiul Special al Jurnaliștilor la al XVII-lea Festival Național al Cântecului Polonez de la Opole
- 1979: Crucea de Cavaler a Ordinului Polonia Restituta
- 1990: Premiu special la al XXVII-lea Festival Național al Cântecului Polonez de la Opole pentru „realizări remarcabile în arta interpretării cântecelor”
- 1993: Premiul special al televiziunii poloneze
- 1997: Premiul Voievodatului Cracovia pentru „marile realizări artistice, precum și contribuții la modelarea imaginii muzicale a Poloniei”
- 2000: Crucea de Comandant al Ordinului Polonia Restitută
- 2005: Medalia de Aur pentru Meritul Culturii - Gloria Artis
- 2010: Premiul Fryderyk de aur pentru realizări de o viață
- 2011: Premiul special al canalului TVP1 pentru „o figură distinsă în cultura poloneză”
- 2012: Premiul anual al Ministerului Culturii și Patrimoniului Național al Republicii Polone pentru realizări pe viață
- 2017: Crucea Comandantului cu Steaua Ordinului Polonia Restituta

## Discografie
Albume :

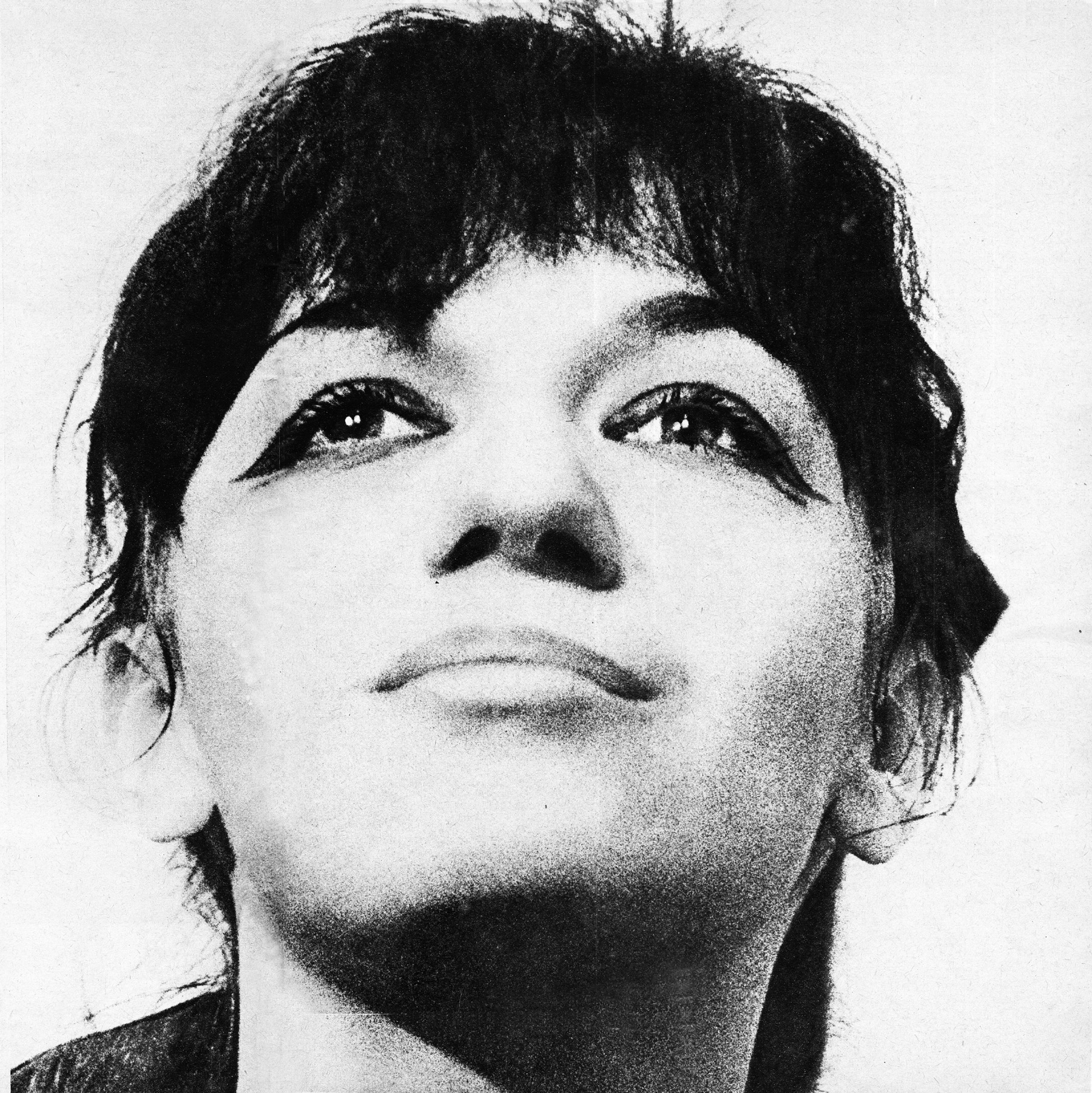
Ewa Demarczyk în 1966

- 1967: Ewa Demarczyk śpiewa piosenki Zygmunta Koniecznego
- 1974: Ewa Demarczyk
- 1982: Live

Single :
- 1963: Karuzela z madonnami / Czarne anioły / Taki pejzaż
- 1964: Grande Valse Brillante
- 1968: Grande Valse Brillante / Tomaszów
- 1974: Groszki i róże / Sur le pont d'Avignon / Jaki śmieszny / Cyganka / Zmory wiosenne

Lista prezintă melodiile cântate de Ewa Demarczyk aranjate în ordine alfabetică:
| Titlu                                                  | Autor                          | Compozitor          |
| ------------------------------------------------------ | ------------------------------ | ------------------- |
| Am Sonntagnachmittag                                   | Stanisław Baliński             | Leszek Długosz      |
| Babuni                                                 | Marina Tsvetaeva               | Andrzej Zarycki     |
| Ballada o cudownych narodzinach Bolesława Krzywoustego | Gallus Anonymus                | Andrzej Zarycki     |
| Biegnie dziewczyna lasem                               | Bolesław Leśmian               | Andrzej Zarycki     |
| Canción de las voces serenas                           | Jaime Torres Bodet             | Andrzej Zarycki     |
| Cyganka                                                | Osip Mandelstam                | Andrzej Zarycki     |
| Czarne anioły ("Black Angels")                         | Wiesław Dymny                  | Zygmunt Konieczny   |
| Czerwonym blaskiem otoczona                            | Stanisław Ratold               | Andrzej Zarycki     |
| Dans bien longtemps                                    | Robert Desnos                  | Andrzej Zarycki     |
| Der Herbst des Einsamen                                | Georg Trakl                    | Andrzej Zarycki     |
| Deszcze ("Rains")                                      | Krzysztof Kamil Baczynski      | Zygmunt Konieczny   |
| Don Juan                                               | Marina Tsvetaeva               | Andrzej Zarycki     |
| Folguj szczątkom swej młodości                         | Wisława Szymborska             | Andrzej Zarycki     |
| Garbus                                                 | Bolesław Leśmian               | Zygmunt Konieczny   |
| Grande Valse Brillante                                 | Julian Tuwim                   | Zygmunt Konieczny   |
| Groszki i róże                                         | Julian Kacper                  | Zygmunt Konieczny   |
| Il était une feuille                                   | Robert Desnos                  | Andrzej Zarycki     |
| Imię Twoje ("Your Name")                               | Marina Tsvetaeva               | Andrzej Zarycki     |
| Jaki śmieszny                                          | Wincenty Faber                 | Zygmunt Konieczny   |
| Karuzela z madonnami                                   | Miron Białoszewski             | Zygmunt Konieczny   |
| Kląskały słodko słowiki                                | Joanna Olczak-Ronikier         | Andrzej Zarycki     |
| Kupcie szczeniaka                                      | Tadeusz Śliwiak                | Julian Kaszycki     |
| Musik im Mirabell                                      | Georg Trakl                    | Andrzej Zarycki     |
| Nähe des Geliebten                                     | Johann Wolfgang von Goethe     | Andrzej Zarycki     |
| Nie ma nas                                             | Leszek Długosz                 | Andrzej Zarycki     |
| Nieśmiertelniki                                        | Bronisława Ostrowska           | Andrzej Zarycki     |
| O czemu pan                                            | Agnieszka Osiecka              | Zygmunt Konieczny   |
| Opuszczony dom ("The Abandoned Home")                  | Wiesław Dymny                  | Adam Nowak          |
| Osjan                                                  | Bolesław Leśmian               | Zygmunt Konieczny   |
| Palma sola                                             | Nicolás Guillén                | Andrzej Zarycki     |
| Panna Śnieżna                                          | Andrei Bely                    | Andrzej Zarycki     |
| Pieśń nad Pieśniami                                    | Solomon                        | Andrzej Zarycki     |
| Piosenka pod choinkę                                   | Leszek Długosz                 | Andrzej Zarycki     |
| Pocałunki ("Kisses")                                   | Maria Pawlikowska-Jasnorzewska | Zygmunt Konieczny   |
| Pokochaj mnie ("Love Me")                              | Emanuel Schlechter             | Robert Stolz        |
| Przychodzimy, odchodzimy                               | Janusz Jęczmyk                 | Zygmunt Konieczny   |
| Psalmen für den Hausgebrauch                           | Tadeusz Nowak                  | Andrzej Zarycki     |
| Psalmy Dawida                                          | David                          | Stanisław Radwan    |
| Puchowy śniegu tren                                    | Andrzej Włast                  | P. Arezzo           |
| Purpurowe ciepłe słońce                                | Tadeusz Miciński               | Andrzej Zarycki     |
| Rebeka                                                 | Andrzej Włast                  | Zygmunt Białostocki |
| Ronda del fuego                                        | Gabriela Mistral               | Andrzej Zarycki     |
| Samotność ("Loneliness")                               | Bolesław Leśmian               | Andrzej Zarycki     |
| Schattengetränk                                        | Bolewsław Leśmian              | Andrzej Zarycki     |
| Skrzypek Hercowicz                                     | Osip Mandelstam                | Andrzej Zarycki     |
| Słowiki ("Nightingales")                               | Joanna Olczak-Ronikier         | Andrzej Zarycki     |
| Smutna, niedokończona historia – Laura i on            | Mikhail Lermontov              | Krzysztof Litwin    |
| Stary Cygan                                            | J. Wima                        | Andrzej Zarycki     |
| Sur le pont d’Avignon                                  | Krzysztof Kamil Baczyński      | Andrzej Zarycki     |
| Szewczyk                                               | Bolesław Leśmian               | Jerzy Wysocki       |
| Taki pejzaż                                            | Andrzej Szmidt                 | Zygmunt Konieczny   |
| Time long past                                         | Percy Bysshe Shelley           | Andrzej Zarycki     |
| Tomaszów                                               | Julian Tuwim                   | Zygmunt Konieczny   |
| Wiersze wojenne ("War Poems")                          | Krzysztof Kamil Baczyński      | Zygmunt Konieczny   |
| Wiosenna noc w Starym Krakowie                         | Franciszek Serwatka            | Franciszek Serwatka |
| Z ręką na gardle                                       | Jerzy Skolimowski              | Krzysztof Komeda    |
| Zbyt młodam                                            | Robert Burns                   | Andrzej Zarycki     |
| Zmory wiosenne                                         | Bolesław Leśmian               | Andrzej Zarycki     |
| Życie szare                                            | Anna Akhmatova                 | Andrzej Zarycki     |